# Alice (cantante surcoreana)
Song Joo-hee (hangul: 송주희; Wonju, Provincia de Gangwon, 21 de marzo de 1990), también conocida por su nombre artístico Alice, es una cantante y actriz surcoreana, conocida por haber sido miembro del grupo femenino surcoreano Hello Venus, del que fue líder y vocalista principal. Desde 2020, comenzó a utilizar su nombre real en sus trabajos como actriz.

## Carrera
Alice, bajo el nombre artístico de Ora, lanzó un sencillo titulado "Naughty Face", que se lanzó como un demo no oficial el 15 de junio de 2010. Sin embargo, no llegó a debutar oficialmente hasta mayo de 2012, como miembro del grupo femenino surcoreano Hello Venus, en el que ocupó el puesto de líder y vocalista principal. En febrero de 2014, hizo una aparición especial en la serie de televisión de MBC The Single Woman with a Cunning Heart. En agosto de ese mismo año, apareció en la serie de MBC Diary of the Night Watchman, y en octubre protagonizó el drama web After School Happiness 2. El 10 de mayo de 2022, Alice lanzó un sencillo titulado "Drive Away" para celebrar sus 10 años de carrera y el décimo aniversario del debut de Hello Venus.

## Vida personal
En octubre de 2023, anunció su matrimonio con su novio.

## Discografía

### Sencillos en solitario
- 2010: "Naughty Face" (demo no oficial)
- 2013: "사로잡아요/You Captivate Me" (con Kim Jin-pyo)
- 2018: "Twenty-something"
- 2021: "Eventually"
- 2021: "Secret"
- 2021: "널 사랑해/I Love You"
- 2022: "Drive Away"[1][2][3][4]

## Filmografía

### Series de televisión
- 2014: Single Woman with a Cunning Heart de MBC, interpretó a la amiga de Pi Songxi (aparición especial).
- 2014: Diary of the Night Watchman de MBC, interpretó a Meixiang.
- 2014: After School Luck 2, interpretó a la protagonista femenina.
- 2015: To Be Continued, interpretó a un miembro del grupo musical femenino SUNHYUK (aparición especial).
- 2015: Strange Daughter-in-law de KBS2, interpretó a un miembro del grupo musical femenino Ruby (aparición especial).
- 2021: Doom at Your Service de tvN, como Jo Ye-ji.
- 2022: Beautiful Man Hall de KBS2TV, como Min Yoo Sun.

### Programas de variedades
- 2015: Her Secret Weapon de MBC.[8]

### Musicales
- 2015: All Shook Up, donde interpretó a Sandra.[9][10]